# テオーラ
テオーラ（伊: Teora）は、イタリア共和国カンパニア州アヴェッリーノ県にある、人口約1,500人の基礎自治体（コムーネ）。

## 地理

### 位置・広がり

#### 隣接コムーネ
隣接するコムーネは以下の通り。
- カポゼーレ
- コンツァ・デッラ・カンパーニア
- リオーニ
- モッラ・デ・サンクティス